# Nematus pravus
Nematus pravus är en stekelart som först beskrevs av Friedrich Wilhelm Konow 1895.  Nematus pravus ingår i släktet Nematus, och familjen bladsteklar. Arten är reproducerande i Sverige.